# 前540年代
| 千纪： | 前1千纪 |
| 世纪： | 前7世纪 \| 前6世纪 \| 前5世纪                                                                              |
| 年代： | 前570年代 \| 前560年代 \| 前550年代 \| 前540年代 \| 前530年代 \| 前520年代 \| 前510年代                    |
| 年份： | 前549年 \| 前548年 \| 前547年 \| 前546年 \| 前545年 \| 前544年 \| 前543年 \| 前542年 \| 前541年 \| 前540年 |

前540年代從前549年1月1日開始，於前540年12月31日結束。

## 大事记
- 前549年，燕文公卒，燕懿公嗣位。魯大夫仲孫羯攻齊，報復去年齊攻晉之役。楚康王率水軍攻吳，無功而還。晉會宋、衛、魯、鄭、曹、莒、邾、滕 、薛、杞、小邾聯軍攻齊。楚會蔡、陳、許，聯軍攻鄭以救齊，晉聯軍回軍救鄭。
- 前548年春，齊大夫崔杼攻魯北疆，報復去年仲孫羯之役。夏，齊莊公私通崔杼妻姜氏，崔杼殺齊莊公，立齊莊公弟為齊景公。秋，楚滅舒鳩國。吳王諸樊卒，弟餘祭嗣位。
- 前547年，衛大夫寧喜殺衛殤公，迎立衛獻公復位。
- 前546年，衛獻公殺大夫寧喜及右宰穀臣。宋大夫向戌与晉大夫趙武、楚令尹屈建举行第二次弭兵之會。晉、鄭、宋、魯、齊、衛、邾、楚、滕、秦、蔡、曹、許、陳，盟於宋都蒙門之外。齊大夫慶封屠灭大夫崔杼家族，崔杼自縊死，慶封專國政。
- 前545年，齊國盧蒲癸殺慶舍。慶封投奔吳國。周靈王卒，子周景王嗣位。楚康王卒，子郟敖嗣位。燕懿公卒，子燕簡公嗣位。
- 前544年，吳王餘祭被守門人所殺，弟夷昧嗣位。衛獻公卒，子衛襄公嗣位。吳王子季札聘於魯、齊、鄭、衛、晉，聽音樂，評國勢。
- 前543年，鄭內亂，大夫良霄被殺。宋平公母共姬死火灾。
- 前542年，魯襄公卒，季孫宿立魯昭公嗣位。
- 前541年，晉、楚、齊、宋、魯、衛、陳、蔡、鄭 、許、曹，諸國代表重申宋國之盟，史稱第三次弭兵之會。楚王子圍縊殺郟敖，王子圍嗣位為楚靈王。
- 前540年，鄭大夫公孫黑自殺。